# Histoire de l'informatique en Allemagne de l'Est
De l'émergence de l'informatique moderne en Europe après la Seconde Guerre mondiale, jusqu'à la fin de la Guerre Froide, l'Allemagne de l'Est fut l'un des principaux producteurs d'ordinateurs du bloc de l'Est, et développa de véritables capacités indigènes en la matière.
Frappée par l'embargo instauré par le CoCom sur le matériel informatique, la RDA parvint à s'en affranchir par le recours à des intermédiaires et à l'espionnage industriel, dès les années 1960. Sous Erich Honecker, elle décida d'investir massivement dans ce secteur, devenu une priorité nationale, dans l'espoir de rattraper l'avance acquise par le bloc de l'Ouest. Cependant, faute de moyens et de taille critique, ces initiatives échouèrent, entraînant la disparition progressive des technologies indigènes développées par la RDA.

## Histoire

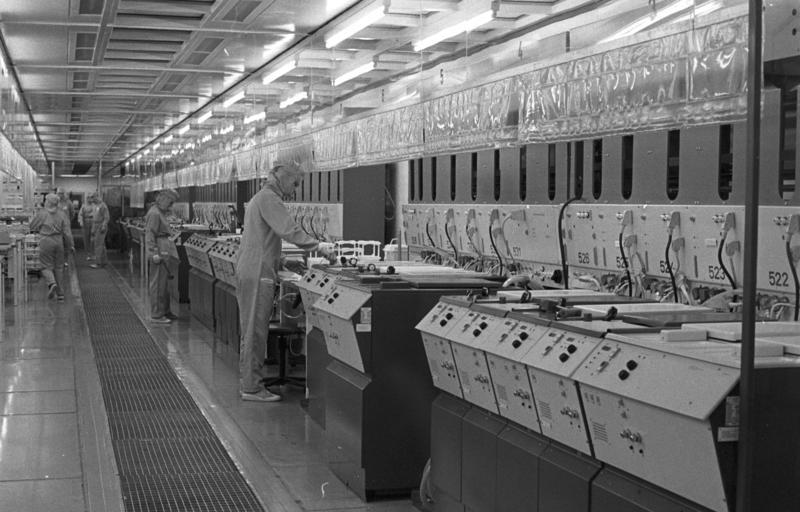
Une usine de semi-conducteurs est-allemande vers 1989.

### Origine et premiers développements (1949-1971)
Tout comme l'Allemagne de l'Ouest, la RDA disposait dès son origine des avancées en matière d'informatique du Troisième Reich (travaux sur le chiffrage ayant conduit à Enigma, Z4 de Konrad Zuse). Néanmoins, et alors que l'épicentre du progrès informatique basculait de l'autre côté de l'Atlantique (création du transistor par Bell Labs en 1947), la RDA fut soumise aux restrictions du CoCom, qui imposait un véritable embargo aux pays du bloc de l'Est pour tout le matériel informatique. Ces restrictions visaient ouvertement à éroder le potentiel économique et militaire du bloc de l'Est, en limitant son développement technologique. Au demeurant, la RDA considérait à l'époque que les sciences émergentes qu'étaient la génétique, la cybernétique et la physique fondamentale n'étaient que des effets de mode, et focalisa ses efforts de développement sur l'industrie lourde. Elle subissait par ailleurs une importante fuite des cerveaux, que la construction du mur sut ralentir un temps.
Après cette parenthèse stalinienne au début des années 1950, la RDA prit un virage technocratique et réformiste et s'orienta vers un modèle d'économie socialiste diversifiée. C'est dans ce cadre que naquit véritablement l'industrie de la microélectronique est-allemande, en 1961, lorsque l'Arbeitsstelle für Molekularelektronik (département d'électronique moléculaire) fut créé à Dresde, en Saxe. Plus tard, il devint le VEB Forschungszentrum Mikroelektronik Dresden. Dresde concentra progressivement les laboratoires et les usines liés à l'électronique, pour en devenir le centre névralgique en RDA. Pendant la Guerre Froide, 3 500 personnes environ étaient employées dans ce centre de microélectronique. Pour l'élite dirigeante est-allemande, l'informatique et la cybernétique devaient bouleverser le modèle planiste, permettre une rationalisation de la production, et supprimer les inefficiences. En 1964, le Politbüro de la RDA lança donc un véritable programme pour la production d'ordinateurs.
À cette période, un vaste programme d'achats illégaux (en particulier par l'entremise de Rudolfine Steindling pour les produits Bosch), d'espionnage, de copie et d'ingénierie inverse permit à la RDA de percer progressivement les secrets de fabrication du matériel informatique occidental, et de commencer à vendre ses propres ordinateurs aux pays du CAEM. Elle fut également aidée dans cette entreprise par des formateurs d'IBM, qui instruisirent les cadres de la RDA dans leurs bureaux en France, en Allemagne de l'Ouest et en Autriche. En 1966, selon la CIA, la RDA produisait 40 millions de semiconducteurs, soit presque la moitié de toute la production de semiconducteurs du bloc de l'Est. La coopération au sein du CAEM était difficile, en particulier car les Soviétiques ne souhaitaient pas partager les technologies qui pourraient avoir un usage militaire, tandis que la Tchécoslovaquie ou la Pologne souhaitaient résister à l'influence perçue d'IBM sur l'industrie informatique est-allemande, préférant des solutions nationales.

### Ère Honecker (1971-1989)
Erich Honecker, parvenu au pouvoir en 1971 en tant que premier secrétaire du Parti socialiste unifié d'Allemagne, montre un grand enthousiasme pour l'électronique. Sous son régime, les industries de l'électronique, de la microélectronique et de l'informatique connurent une croissance moyenne de 11,4 % dans les années 1970 et de 12,9 % dans les années 1980.

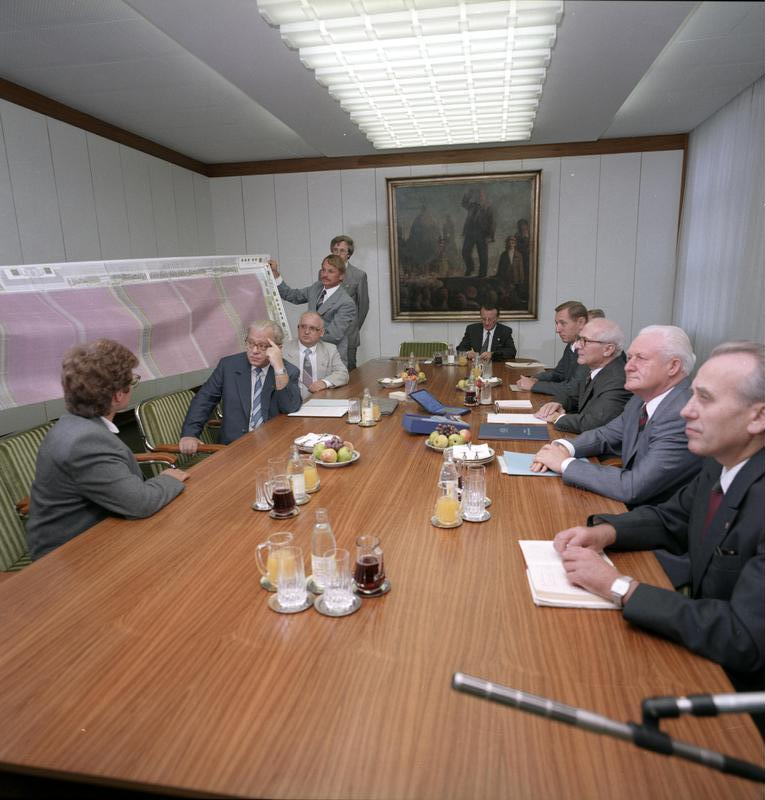
Présentation de la première puce électronique d'1 mégabit à Erich Honecker, le 12 septembre 1988.

À partir de 1977 cependant, la position concurrentielle de la RDA dans les micropuces se dégrade : avec une population de seulement 16 millions d'habitants, l'Allemagne de l'Est peine à concurrencer les vastes ressources déployées par le bloc de l'Ouest dans la recherche et le développement en la matière.
Pourtant, ce constat n'empêcha pas les élites dirigeantes du pays de consacrer toujours plus de moyens humains et de devises étrangères aux initiatives en la matière. Ce choix est consacré par le dixième congrès du Parti socialiste unifié d'Allemagne en 1981, qui place la micro-électronique et la robotisation au cœur du programme de développement économique,. Déjà à l'époque, la RDA avait environ cinq à huit ans de retard sur les principaux producteurs qu'étaient les États-Unis et le Japon. Produire une puce de 64 Ko y revenait à 40 marks, contre 4,50 marks à l'Ouest. De même, produire une puce de 256 Ko y coûtait 534 marks, contre 5,00 à 7,00 marks à l'Ouest. Cette absence totale de compétitivité-coût était masquée par le rideau de fer, qui empêchait la mise en concurrence directe des produits de l'Ouest et de ceux de l'Est.
En 1980, la RDA commença la production de la puce 8 bits U880, copiée sur la Z80 de Zilog, sortie en 1976. Elle fut utilisée dans la fabrication des ordinateurs KC85, PC1715 et Z1013. Le KC85 était utilisé par l'armée, dans les écoles et dans les usines, et était vendu à 4 000 marks est-allemands (soit environ 4 mois de salaire). Le PC1715, vendu à 19 000 marks est-allemands, fut produit à Sömmerda en 90 000 exemplaires. Enfin, le Z1013, produit à 25 000 exemplaires, était vendu en kit, sans boîtier, à 650 marks est-allemands.
Dans les années qui précédèrent la réunification allemande, l'industrie électronique de la RDA était structurée en grands conglomérats commerciaux appelés Kombinate (combinat), qui se répartissaient les différentes étapes de la chaîne de valeur entre eux.

L'équipement de fabrication de semi-conducteurs était produit par le VEB Kombinat Carl Zeiss à Iéna. À l'aide de cet équipement, le VEB Kombinat Elektronische Bauelemente de Teltow fabriquait ensuite des composants électroniques dits passifs, tandis que le VEB Kombinat Mikroelektronik d'Erfurt produisait les composants actifs. Enfin, le VEB Kombinat Robotron de Dresde assemblait ces composants dans sa propre gamme d'ordinateurs, tandis que le VEB Kombinat Rundfunk- und Fernsehtechnik de Staßfurt produsait des appareils électroniques grand public tels que des récepteurs radio, des platines à cassettes et des téléviseurs. L'équipement nécessaire aux télécommunications était pour sa part fourni par le VEB Kombinat Nachrichtenelektronik de Berlin. À l'exception de ceux produits par Carl Zeiss et Robotron, la plupart des composants et appareils étaient vendus sous la marque commune RFT (acronyme de Rundfunk- und Fernmelde- Technik). 

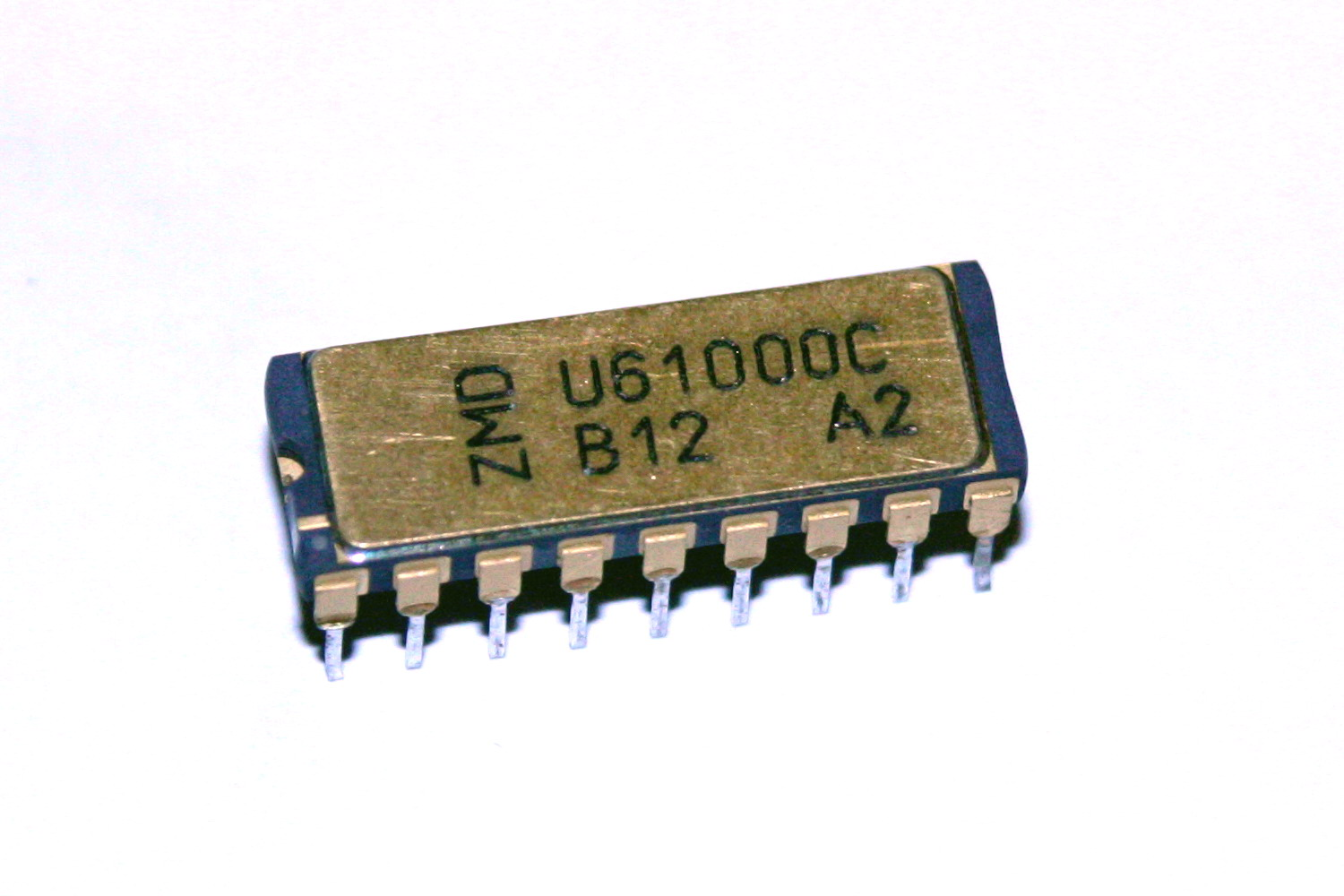
La puce U61000, première puce d'une mémoire d'1 mégabit produite par la RDA.

En 1988, l'industrie microélectronique est-allemande connut son premier véritable accomplissement, avec la puce U61000, d'une mémoire d'1 mégabit. Son format 13 mm x 5 mm fut produit par le VEB Forschungszentrum Mikroelektronik de Dresde, et présenté publiquement en septembre 1988. Si ce composant était unique dans le bloc de l'Est, il était presque déjà dépassé de l'autre côté du rideau de fer. Ainsi, en Allemagne de l'Ouest, la production en grande série de puces d'1 mégabit avait commencé un an plus tôt, à l'initiative de Siemens (en partenariat avec Toshiba). A l'été 1988, Siemens était déjà capable de produire des puces plus puissantes, de 4 mégabits.
Enfin, du côté des utilisateurs, Berlin-Est abritait un certain nombre de clubs informatiques, dans lesquels étaient appris le langage Basic, et où des passionnés jouaient à des jeux vidéo venus de l'Ouest. La Stasi fichait et surveillait les membres de ces clubs, soupçonnant les jeux vidéo occidentaux de relayer de la propagande antisoviétique.

### Effondrement de la RDA (1989-1990)
Alors que les structures politiques de la RDA s'effondraient, son industrie informatique ne parvenait toujours pas à surmonter ses difficultés récurrentes (manque de coordination, mauvaise compréhension des besoins des consommateurs, fuite des cerveaux, incapacité à produire en grande série). Ainsi, seulement 50 000 micropuces U61000 furent produites au début des années 1990 avant la dissolution de la RDA, lorsqu'à l'Ouest, le volume atteint par chaque série de micropuces se comptait en millions.
Robotron, fleuron de l'industrie électronique est-allemande, réalisait encore en 1989 un chiffre d'affaires de 12,8 milliards de marks est-allemands, pour un bénéfice d'exploitation de 2,4 milliards, et employait 65 000 personnes. L'URSS était son client le plus important (75% des achats de PC en 1990). Cependant, après l'ouverture de l'économie de la RDA aux entreprises de l'Ouest, le retard accumulé dans la fabrication de matériel informatique et dans la conception de logiciels devint patent. BWS, la division de Robotron dédiée aux petits équipements informatiques, dut ainsi licencier 5 300 de ses 10 600 employés en 1991. Pour le reste, Robotron s'allia à SAP dans le domaine des logiciels, qui finit par l'absorber.

### Postérité
Après la réunification, Dresde constitua le noyau dur d'un véritable cluster des semi-conducteurs, la Silicon Saxony. L'industrie des semi-conducteurs y représente 40 000 emplois au début du XXIe siècle, notamment grâce aux efforts déployés en son temps par la RDA,.